# Hampsonodes cirrus
Hampsonodes cirrus är en fjärilsart som beskrevs av Felder 1874. Hampsonodes cirrus ingår i släktet Hampsonodes och familjen nattflyn. Inga underarter finns listade i Catalogue of Life.